# International Premier Tennis League
International Premier Tennis League je týmová tenisová soutěž, založená v roce 2013. První ročník se konal od 28. listopadu do 13. prosince 2014 ve čtyřech asijských městech, Manile, Dubaji, Novém Dillí a Singapuru. Týmy jsou společné, tvoří je muži i ženy, současní i bývalí významní profesionální tenisté. Podle zakladatelů ligy má tato soutěž uspokojit rostoucí poptávku po kvalitním profesionálním tenisu v asijských zemích.

## Soupisky týmů 2014
- Manila Mavericks

Andy Murray, Maria Šarapovová, Jo-Wilfried Tsonga, Kirsten Flipkensová, Daniel Nestor, Carlos Moya, Treat Huey
- DBS Singapore Slammers

Serena Williamsová, Andre Agassi, Tomáš Berdych, Lleyton Hewitt, Nick Kyrgios, Daniela Hantuchová, Bruno Soares, Patrick Rafter
- Micromax Indian Aces

Roger Federer, Pete Sampras, Gael Monfils, Ana Ivanovićová, Sania Mirzaová, Rohan Bopanna, Fabrice Santoro
- UAE Royals

Novak Djoković, Caroline Wozniacká, Malek Jaziri, Nenad Zimonjić, Goran Ivanišević, Kristina Mladenovicová, Marin Čilić